# Данелюк, Александр Петрович
Александр Петрович Данелюк (пол. Alexander Danieluk), известен под псевдонимами Эдмунд Стефаньский (пол. Edmund Stefański) и Александр Стефаньский (пол. Alexander Stefański), также Александру Штефански (рум. Alexandru Ştefanski), 1897—1937) — революционер-интернационалист польско-украинского происхождения. Генеральный секретарь Коммунистической партии Румынии (1931—1936), деятель Исполнительного комитета Коммунистического интернационала.

## Биография
Рабочий. Член РСДРП с 1915 года, большевик. В годы Первой мировой войны эвакуировался в центральную Россию. Участник Гражданской войны. В 1919 году вернулся в Польшу. Член Коммунистической партии Польши с 1919 года. Член обкома Коммунистической партии Польши Домбровского угольного бассейна в 1920—1923 годах. Член ЦК Коммунистической партии Польши в 1923—1924 и 1925—1929 годах. Член Политбюро ЦК Коммунистической партии Польши в 1923—1924 годах. Член Секретариата ЦК Коммунистической партии Польши в 1925—1927 годах. В 1929 году исключён из руководства Коммунистической партии Польши по обвинению в правом уклоне. В 1929—1931 годах — сотрудник аппарата Коминтерна. В 1931 году направлен Исполнительным комитетом Коммунистического интернационала возглавить Коммунистическую партию Румынии (КПР). В 1931—1933 годах руководил Загранбюро ЦК Коммунистической партии Румынии в Берлине, в 1933—1936 годах — в СССР. В 1936 году снят с поста Генерального секретаря ЦК Коммунистической партии Румынии. В феврале 1937 года репрессирован. Реабилитирован посмертно в 1955 году.